# Florpost
Florpostpapier, meist kurz Florpost, ist ein feines, dünnes (25–39 g/m²), durchscheinendes Papier. Es gibt Florpost in verschiedenen Farben.

## Verwendung
Florpostpapier fand aufgrund des geringen Gewichts zunächst vor allem für Luftpost Verwendung.
Florpost wird heute vor allem für Werbemittel verwendet, zum Beispiel als Beilage zu Angeboten, Auftragsbestätigungen oder der allgemeinen Korrespondenz, ohne dass zusätzliche Portokosten entstehen. Bei auf Hochglanzpapier gedruckten Produktdokumentationen, die stets aktuell sein müssen, wird Florpost als aktualisierende Beilage verwendet. Da die Wahrnehmung der Papierqualität von Druckmaterialien beim Empfänger eine große Rolle spielt, kann sich die Verwendung von dünnem Papier jedoch negativ auswirken und zum Beispiel die Bereitschaft verringern, an einer schriftlichen Befragung teilzunehmen.
Wegen seiner geringen Dicke eignet sich Florpostpapier zum Anfertigen einer oder mehrerer Kopien auf einer Schreibmaschine zusammen mit Durchschreibepapier und wird bzw. wurde in diesem Zusammenhang auch als Durchschlagpapier bezeichnet.